# تاشمیشو
تاشمیشو (Tashmishu) خدایی هوری بود. او یکی از برادران تشوب بود و دارای خصلتی جنگجو در نظر گرفته می‌شد.

## شخصیت
تاشمیشو یکی از چندین خدای جنگجویی بود که در پانتئون هوری حضور دارند. خداییان دیگر در این گروه اوگور، آشتابی، نرگال و هشوئی بودند.

## ارتباط با سایر خداییان
تاشمیشو «برادر پاک» تشوب بود. خواهر آنها الهه شاوشکا بود. والدین آنها آنو و کوماربی بودند. همسر تاشمیشو الهه ناباربی بود.

## پرستش
در فهرست‌های پیشکش هوری، نام تاشمیشو معمولا پس از تشوب می‌آید.

## اساطیر
اولین اسطوره از اصطلاحا «چرخه کوماربی» توصیف تولد تاشمیشو است. او نیز مانند برادرش پس از آن به دنیا آمد که کوماربی اندام تناسلی آنو را گاز گرفت و کند.